# Anders als die Andern
Anders als die Andern (br Diferente dos Outros) é um filme mudo alemão do género drama, realizado e escrito por Richard Oswald e Magnus Hirschfeld e protagonizado por Conrad Veidt e Reinhold Schünzel. Estreou-se na Alemanha a 28 de maio de 1919. Trata-se do primeiro filme sobre homossexualidade da história do cinema.

## Elenco
- Conrad Veidt como Paul Körner
- Fritz Schulz como Kurt Sivers
- Reinhold Schünzel como Franz Bollek
- Leo Connard como pai de Paul
- Ilse von Tasso-Lind como irmã de Paul
- Ernst Pittschau como cunhado
- Alexandra Wiellegh como mãe de Paul
- Wilhelm Diegelmann como pai de Kurt
- Clementine Plessner como mãe de Kurt
- Anita Berber como Else
- Helga Molander como senhora Hellborn
- Magnus Hirschfeld como médico